# Dampierre (Aube)
Dampierre je francouzská obec v departementu Aube v regionu Grand Est. Žije zde 343 obyvatel.

## Geografie
Obec leží u hranic departementu Aube s departementem Marne

### Sousední obce
| Růžice kompasu | Lhuître      | Saint-Ouen-Domprot (Marne) | Bréban (Marne)         | Růžice kompasu |
| Růžice kompasu | Isle-Aubigny | Sever                      |                        | Růžice kompasu |
| Růžice kompasu | Isle-Aubigny | Dampierre                  |                        | Růžice kompasu |
| Růžice kompasu | Isle-Aubigny | Jih                        |                        | Růžice kompasu |
| Růžice kompasu | Vaucogne     | Jasseines                  | Balignicourt Donnement | Růžice kompasu |